# تیم ملی بسکتبال مردان ترینیداد و توباگو
تیم ملی بسکتبال ترینیداد و توباگو نماینده ترینیداد و توباگو در مسابقات بین‌المللی است.